# رفيع إلياهو
رفيع إلياهو هو لاعب كرة قدم إسرائيلي في مركز الوسط، ولد في 8 مايو 1951 في بئر السبع في إسرائيل. شارك مع منتخب إسرائيل لكرة القدم. أما مع النوادي، فقد لعب مع نادي هبوعيل بئر السبع.